# Vielleicht in einem anderen Leben
Vielleicht in einem anderen Leben ist die Verfilmung des Theaterstücks Jedem das Seine von Silke Hassler und Peter Turrini, die auch, gemeinsam mit Regisseurin Elisabeth Scharang, am Drehbuch zum Film mitwirkten. Der Film ist eine österreichisch-deutsch-ungarische Koproduktion und startete am 21. Januar 2011 in den österreichischen Kinos. In Österreich wurde der Film mit dem Prädikat besonders wertvoll ausgezeichnet.

## Handlung
Den historischen Hintergrund des Filmes bilden die letzten Tage des Zweiten Weltkrieges im April 1945. Im Zuge eines der Todesmärsche jener Tage, in denen Schutzstaffel und Volkssturm tausende Juden durch das zerfallende Deutsche Reich aus den besetzten Gebieten im Osten in Richtung der Konzentrationslager treiben, führt der SS-Oberscharführer Schöndorf eine Gruppe von anfangs 20 Juden aus Ungarn durch das östliche Österreich. Ziel ist das KZ Mauthausen. Gleich zu Beginn erschießt er einen der Gefangenen, indem er in einer Art russischem Roulette seine Pistole nacheinander auf mehrere von ihnen richtet und abdrückt. In einem kleinen Dorf in Niederösterreich werden die verbliebenen 19 in einem Heustadl der Bauern Traudl und Stefan Fasching eingesperrt. Schöndorf nimmt Quartier auf dem Gut der von Hammersfelds, um dort auf weitere Befehle zu warten. Die Bewachung der Gefangenen obliegt dem Dorfgendarmen Hochgatterer.
Poldi, die Magd der Faschings, ist die Erste aus dem Dorf, die zu dem Schuppen geht. Sie wartet auf die Rückkehr oder zumindest eine Nachricht ihres Verlobten, eines Wehrmachtssoldaten, und zeigt, in der Hoffnung, dass jemand ihn gesehen haben könnte, ein Foto herum. Dabei wird sie Zeugin, als eine der Frauen vor Hunger und Erschöpfung zusammenbricht. Sie erzählt der Bäuerin davon und gemeinsam bringen sie Brot in den Schuppen, wo sie erschrocken zusehen, wie die ausgezehrten Gefangenen sich hungrig darauf stürzen. Lou Gandolf, ein Opernsänger, der in Budapest von der Bühne weg verhaftet worden war, spricht ihr im Namen der Gruppe seinen Dank aus. Und er hat die Idee, als Geste des Dankes mit den anderen eine Operette, Wiener Blut, für sie aufzuführen – auch, um die Bäuerin dazu zu bringen, sie weiterhin mit etwas zu essen zu versorgen. Sie nimmt das Angebot an. Gandolf gelingt es, die meisten aus der Gruppe davon zu überzeugen, mit ihm zu proben, nicht alle wollen für die „deutsche Nazifrau“ singen. Aber als Traudl, die Mitleid mit ihnen hat, ihnen Brot und Erdäpfelsuppe bringt, entwickelt sich allmählich so etwas wie Vertrautheit zwischen der Bäuerin und den Gefangenen. Ihr Ehemann Stefan hingegen ist strikt dagegen, dass sie den „Saujuden“ hilft, sei es auch nur mit einer Suppe. Er ist selbst mit einem steifen Bein aus dem Kriegsdienst zurückgekommen und betätigt sich seither im Volkssturm. Tief verbittert ist er aber vor allem, weil der Sohn im Krieg gefallen ist, was auch schwer auf der Ehe der Bauern lastet. So scheint sein Hass auf die in seinem Stadl Eingesperrten auch weniger aus der Ideologie der Nationalsozialisten gespeist, sondern aus der Verbitterung über den Krieg und was der seiner Familie angetan hat. Langsam, immer wieder von Streit mit Traudl und der Furcht der Gruppe vor seinem Zorn begleitet, beginnt aber auch er die Gefangenen als Menschen wahrzunehmen, nicht als entmenschte Feinde. Schließlich willigt er ein, dass sie für ihre Aufführung das unter dem Heu versteckte Klavier benutzen dürfen, und holt sogar seine Ziehharmonika hervor, die er nach dem Tod des Sohnes weggpackt hatte, weil in seinem Haus kein Platz mehr war für Vergnügungen wie Musik.
Im Dorfgasthaus ist in der Zwischenzeit der NSDAP-Ortsgruppenleiter Springenschmied, ein überzeugter Nationalsozialist, darum bemüht, die anderen Männer davon zu überzeugen, dass sie, um das ihre zum „Endsieg“ beizutragen, etwas gegen die „Volksschädlinge“ tun müssten, mit „Mut und Patronen“. Gemeinsam gehen sie, von ihm mit Gewehren ausgerüstet, zum Stadl der Faschings und schießen aus einiger Entfernung darauf. Traudl, die gerade einen Topf Suppe hingebracht hatte, stürmt hinaus und vertreibt die Männer mit wütendem Schimpfen. Der Älteste der Gruppe, der Pianist, zuvor schon am Ende seiner Kräfte, stirbt aber.
In diesen Tagen erreichen schließlich die Nachrichten vom Ende des Krieges die Menschen im Dorf. Sie erfahren, dass in Wien eine neue provisorische Staatsregierung Österreichs zusammengetreten ist (29. April 1945, siehe Geschichte Österreichs) und am nächsten Tag, gerade als die Gefangenen, begleitet von Traudl an der Zither und Stefan an der Ziehharmonika, ihr Wiener Blut singen, dass Adolf Hitler tot ist. Die Freude, für die Juden, dass damit die Verfolgung und die unmittelbar drohende Ermordung im KZ vorbei ist, für die Faschings, dass der Krieg vorüber ist und sie vielleicht eine Chance auf einen Neuanfang haben, währt aber nur kurz. Obwohl sich SS-Oberscharführer Schöndorf mittlerweile erschossen hat und die staatliche Tötungsmaschinerie vor Ort damit in sich zusammengebrochen ist, verbarrikadieren die Dorfbewohner unter der Leitung von Springenschmied das Tor des Schuppens, vergießen rund um das Holzgebäude Benzin und stecken es in Brand. Keinem darin gelingt es dem Feuer zu entkommen. Auch das Ehepaar Fasching, das sich in der Scheune aufgehalten hatte, kommt um (in diesem Detail unterscheidet sich der Film von der literarischen Vorlage, in der sich in der Scheune nur die Juden befinden).
In der Schlussszene des Films sieht man wie die frühere Magd, nun selbst alt geworden, auf dem Bauernhof der Faschings lebt; in der Stube hat sich seit dem Tod der Faschings nichts verändert.

## Hintergrund

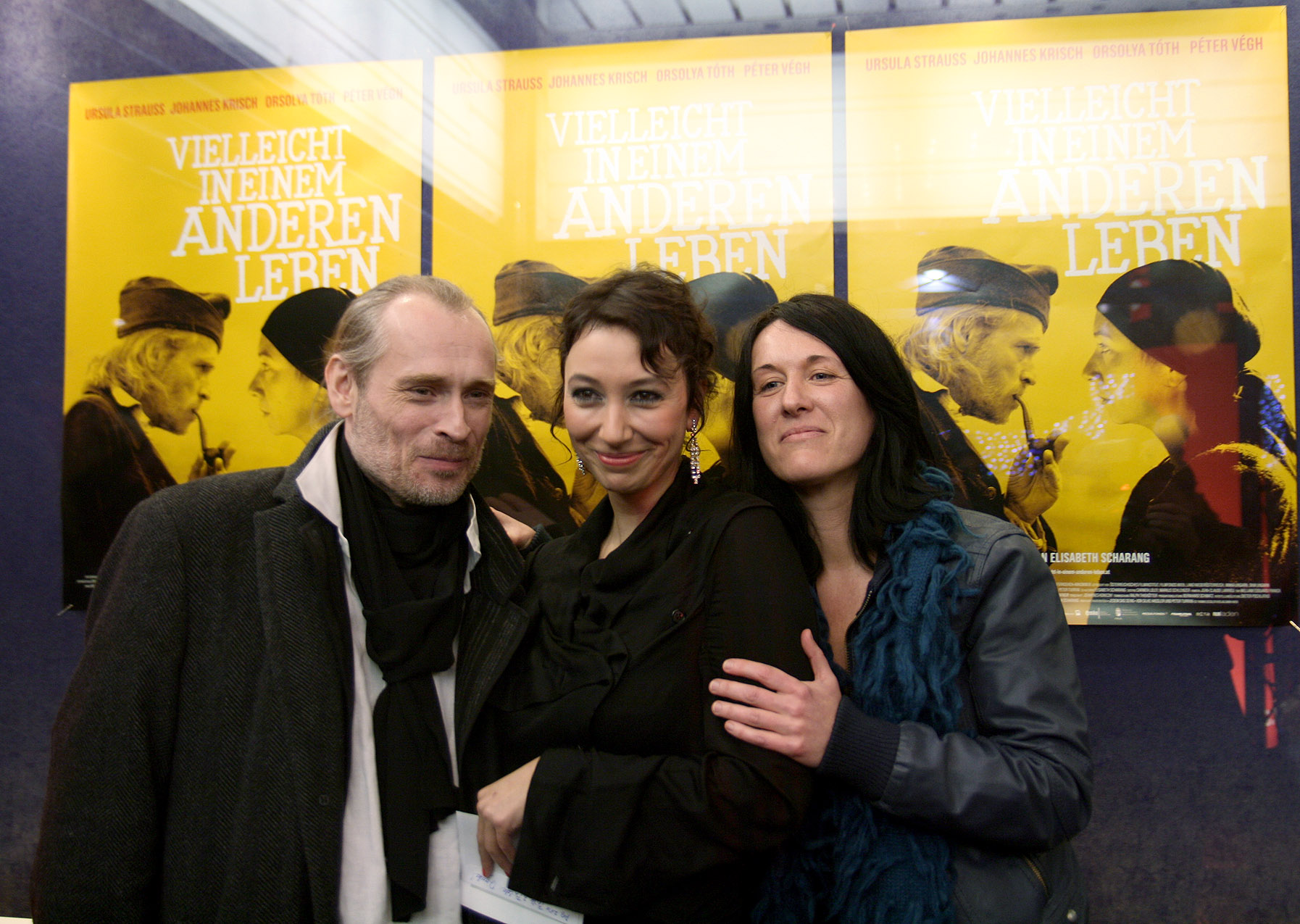
Elisabeth Scharang, Ursula Strauss und Johannes Krisch bei der Premiere in Wien

Die Dreharbeiten des Films fanden von September bis Oktober 2009 in Passendorf, Gemeinde Pulkau, im niederösterreichischen Bezirk Hollabrunn statt. Hierfür wurden im ganzen Ort 100 m³ Schotter aufgeführt, Stromleitungen abgenommen, Fassaden verbaut oder restauriert, ein Wirtshaus und ein alter Stadl errichtet. Fertiggestellt war der Film im Juni 2010. Das Budget betrug etwa 1 Million Euro. Besetzung und Filmcrew waren international zusammengesetzt, aus Österreichern, Ungarn, Deutschen und einem französischen Kameramann, die Produzenten kamen aus Österreich, Deutschland und Ungarn.
Vielleicht in einem anderen Leben lief vor dem Kinostart im deutschsprachigen Spielfilmwettbewerb des Zurich Film Festival 2010. Die offizielle Premiere des Films fand am 13. Jänner 2011 im Gartenbaukino in Wien statt.

## Kritiken
„Scharangs Film ist ein mitreißender Film über die Sehnsucht danach wieder ein gutes und würdevolles Leben führen zu können. Sie erzählt von Hoffnung, die den Menschen durch geistige Schätze wie Musik gegeben wird. Den menschlichen Faschings steht in diesem Film jedoch die Unmenschlichkeit eines ganzen Dorfes gegenüber, dessen Einwohner die Juden nicht mehr als Menschen betrachten. Die Regisseurin, die sich in Filmen und Dokumentationen wie ‚Mein Mörder‘ (2005) und ‚Schweigen und Erinnern‘ (1998) bereits mit der NS-Zeit in Österreich auseinandergesetzt hat, hat den Mut ihrem Film immer wieder Humor zu verleihen. Dieser erscheint jedoch trotz des schrecklichen Themas nicht fehl am Platz, denn die Gefangenen erhalten durch die Operette auch ihr Lächeln wieder, das sich hoffnungsvoll, jedoch nur für kurze Momente, zeigt. Und so ist es auch in Ordnung, dass das Publikum über den trockenen Humor der Bäuerin schmunzelt wenn sie sagt: ‚Des is ka Vaterlandsverrat, des is a Suppn‘.“

„Leider ist Ursula Strauss auf unglaubwürdige Art und Weise sauber und sieht einfach zu gut aus, für eine ums seelische und körperliche Überleben arbeitende Bäuerin. Wer täglich harte körperliche Arbeit verrichtet, ist schließlich nicht einfach nur ein wenig angestaubt, sondern trägt Kratzer und Schrammen davon. Auch das Mistschaufeln verrichtet die Hauptdarstellerin nicht besonders überzeugend. Glücklicherweise geht es im Film nicht so sehr darum. Ihr Spielpartner Johannes Krisch hingegen liefert einen absolut überzeugenden verbitterten Kriegsinvaliden. Hin- und hergerissen zwischen Angst, Gleichgültigkeit und einem Quäntchen Hoffnung gibt er mit seiner wilden Erscheinung dem Film die richtige Würze.“

„Elisabeth Scharang ist ein pathosfreier, ruhig inszenierter, dennoch intensiver Film gelungen, bei dem eine spürbare und der Zeit angemessene, allgemeine Ungewissheit mitschwingt. Gleichzeitig wird eine menschverachtende Ideologie nicht in der Theorie, sondern – was viel härter ist – gleichsam von unten in der direkten menschlichen Interaktion aufgerollt. Und diese Ideologie schlägt in Vielleicht in einem anderen Leben dann mit letzter Konsequenz zu, wenn man es am wenigsten erwartet.“

## Auszeichnungen
- 2011: Diagonale-Schauspielpreis für einen bemerkenswerten Auftritt eines österreichischen Schauspielers (Johannes Krisch)
- 2011: Hauptpreis des Jewish Eye – World Jewish Film Festival[9]
- 2012: Österreichischer Filmpreis für beste weibliche Darstellerin (Ursula Strauss)